# Kraljevanje
Kraljevanje je drama Etbina Kristana, ki je nastala 1910 leta. Drama je napisana v petih dejanjih. Drama je zgled moderne klasicistične drame.

## Osebe
- Ivan
- Svetlana
- Siligoj
- Miloslava
- Stromir
- Gorataj
- Hodigost
- Vortabor
- Ažbeta
- Jarnež
- Perimil
- Darmir
- Litjan
- Jašmara
- Zvezdana

## Vsebina

### 1. dejanje
Vitezi se pritožujejo nad kraljem Silogojem, ki jim grozi z vojsko. Ivan jim pove, da je svoboda stvar poguma in če se sili ne uprejo, jo morajo prenašati. Njemu to ni po volji, zato zbere vojščake, kralja, ki pride v Ivan grad pa sprejme kot gosta. S kraljem je Miloslava, ki Ivana takoj prevzame. Občutek je obojestranski. Kralj tudi od njega zahteva davek, a ga Ivan premaga in izžene iz dežele.

### 2. dejanje
Miloslava išče pomoč pri modri Ažbeti, ker se njen oče in Ivan hočeta pobiti. Ažbeta odhiti, da bi Silogoja pregovorila k miru. A kralj noče poslušati svoje nekdanje ljubice in matere svoje hčere. Vojakom naredi, da jo dajo v ječo, sam pa se poda v boj z Ivanom. Kralj je poražen. Miloslava prosi Ivana svobodo očeta, a jo zavrne. Sama odhiti z očetom v ujetništvo. Ivana napadejo vojaki, a pri sebi ima prsten svobode, ki mu ga je dala vila, tako da ga ni mogoče premagati. Vojaki zvedo, da je njihov kralj premagan, zato prosijo Ivana naj bo njihov novi kralj.

### 3. dejanje
Ljudstvo se veseli, a Ivan ni srečen, ker se mu Miloslava izmika. Prosi Ažbeto, naj mu s čarovnijo pridobi mladenkino srce. Ivan besni, ko izve, da je Ažbeta dekletova mati, tako da vse tri obsodi na najstrožjo ječo. Zase je pridobil svobodo, ne z druge. Ljudstvo bo tlačanilo, dokler mu ne zgradi nov Ivangrad. Stromil in Ivanova sestra se hočeta poročiti, a jih Ivan zavrne. Stromila izžene, Svetlano pa da zapreti.

### 4. dejanje
Ljudstvo ni zadovoljno z novim kraljem, ki je postal hujši kot pa Silogoj. Stromil kmetov pove svojo zgodbo, zato ga skrijejo, ko pride glas, da se bliža kralj. Jašmara Stromila izda in kralj ukaže, da ga vržejo v vodnjak. Stromil Ivana prekolne, prav tako Gorataj, ki je bil ranjen, ko je hotel iz ječe rešiti Ažbeto.

### 5. dejanje
Jašmara se prilizuje kralju, ki se dviga k soncu. Sname si prsten, ker sam hoče biti vir moči in poguma ter ga vržev vodnjak. Tedaj pride Hodigost in pove, da ga je ljudstvo kot kralja odstavilo. Jetniki so na prostosti, Ivangrad gori. Silogoj, Ažbeta in Miloslava  pregovarjajo Ivana, a ta jih pahne od sebe. Jarnež ga pobije s kladivom.